# Linophryne arborifera
O diabo-marinho (Linophryne arborifera) é um espécie de peixe que está presente nos três oceanos, vivendo em profundidades que variam entre 500 e 1,5 mil metros. Assim como outras espécies próximas, apresentam grande dimorfismo sexual. As fêmeas chegam a medir até 8 centímetros e têm dentes pontudos e um órgão que brilha como saliências na testa e sob o queixo, lembrando galhos de uma árvore seca. Já os machos, por sua vez, medem apenas cerca de 2 centímetros, vivendo sempre junto às fêmeas.